# Weißes Schloss (Jagsthausen)

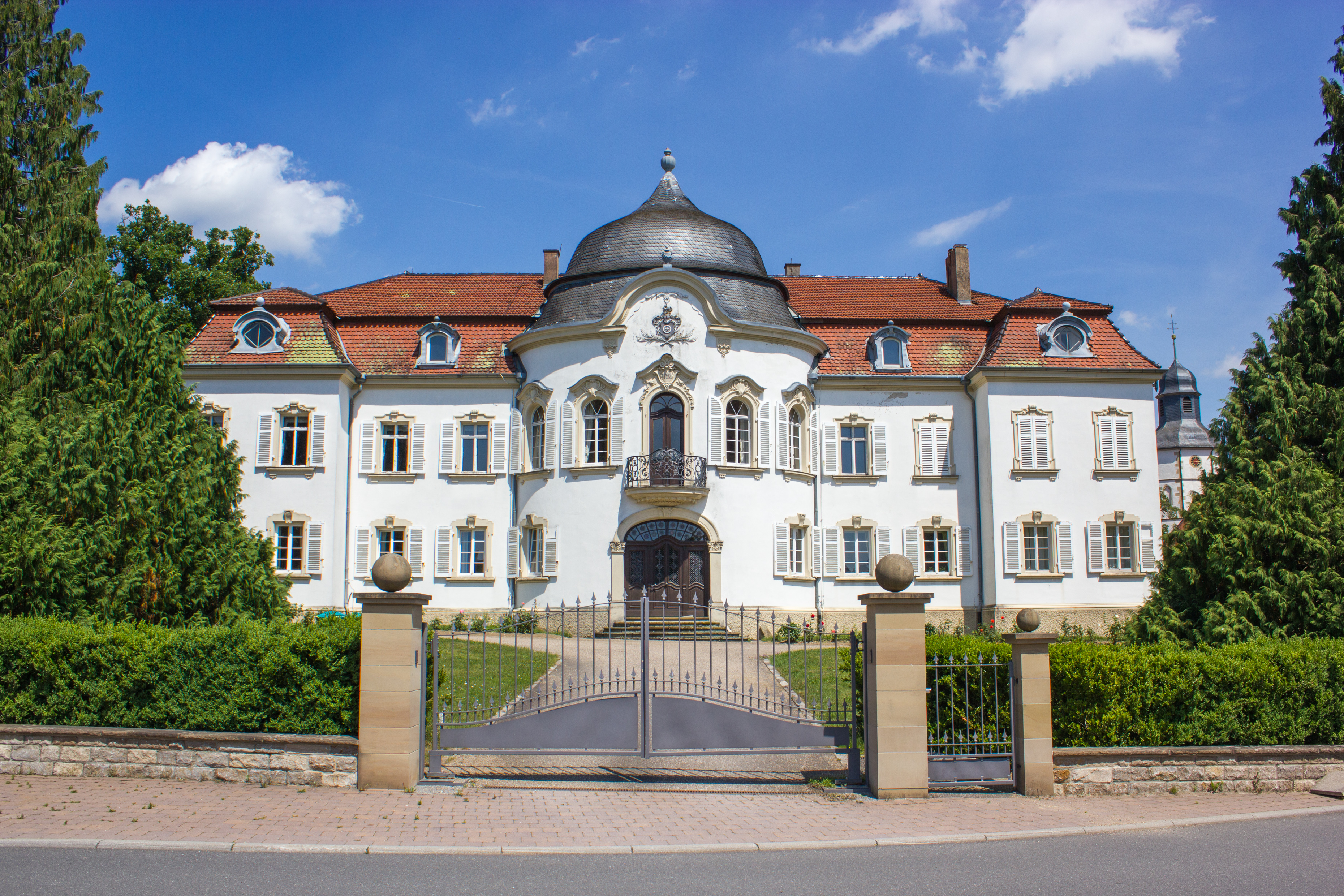
Weißes Schloss

Das Weiße Schloss, auch Neues Schloss genannt, ist ein 1792 errichtetes Herrenhaus in Jagsthausen im Landkreis Heilbronn in Baden-Württemberg.
Das Weiße Schloss wurde im Jahr 1792 von Graf Joseph von Berlichingen erbaut. Es ist das jüngste der drei Schlösser in Jagsthausen. Während des Umbaus Ende des 19. und Anfang des 20. Jahrhunderts nahm das bis dahin schlichte Gebäude neubarocke Formen an. Bis Anfang des 20. Jahrhunderts war das Schloss noch Herrschaftssitz der Familie von Berlichingen. Zum Schloss gehört ein Park, in dem eine römische Brunnenschale und eine antike Spolie aufgestellt sind.